# Mine de Sangatta
 (mars 2025).
La mine de Sangatta est une mine à ciel ouvert de charbon, située sur l'île de Bornéo dans la province de Kalimantan oriental en Indonésie. Elle est exploitée par la société PT Kaltim Prima Coal. Sa production a débuté en 1992. Si sa production était de 7,3 millions de tonnes de minerai la première année, en 2010, elle était de 40 millions de tonnes.